# Fasciculipora ramosa
Fasciculipora ramosa är en mossdjursart som beskrevs av D'Orbigny 1842. Fasciculipora ramosa ingår i släktet Fasciculipora och familjen Frondiporidae.
Artens utbredningsområde är havet kring Nya Zeeland. Inga underarter finns listade i Catalogue of Life.